# Латехар (округ)
Латехар (хинди लातेहार जिला; англ. Latehar) — округ в индийском штате Джаркханд. Образован 4 апреля 2001 года из части территории округа Паламу. Административный центр — город Латехар. Площадь округа — 3660 км². По данным всеиндийской переписи 2001 года население округа составляло 558 831 человек. Уровень грамотности взрослого населения составлял 41,21 %, что ниже среднеиндийского уровня (59,5 %).